# Steilvorlage

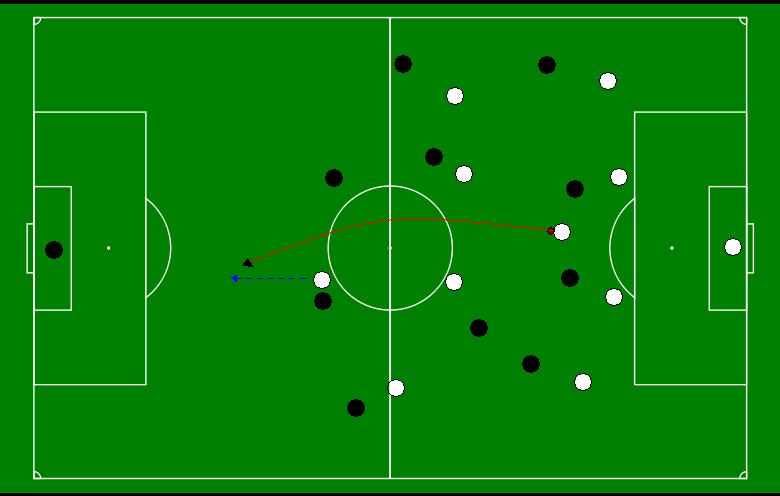
Beispiel für eine Steilvorlage im Fußball

Eine Steilvorlage ist im Fußball ein Steilpass (Synonym) – der so in Richtung oder in die Nähe des gegnerischen Tores gespielt wird, dass ihn ein Mitspieler möglichst direkt zu einem Torschuss oder einem torgefährlichen Zuspiel verwenden kann.
Dabei kann der Mitspieler den in den freien Raum vor ihm („steil“) gespielten Ball in schnellem Lauf direkt und ohne oder nur durch geringe Richtungsänderung nach vorn weiterbewegen oder zum Torschuss ansetzen. Mit einem solchen Pass („in die Schnittstelle“) können oft mehrere gegnerische Abwehrspieler überwunden werden („aus dem Spiel genommen“, siehe auch Packing (Fußball)), wodurch die eigene Mannschaft zu torgefährlichen Aktionen, insbesondere Torschüssen, ansetzen kann.
Der Ausdruck Steilvorlage (in Kurzform auch Vorlage) hat sich sprachlich auch als „geflügeltes Wort“ und damit als rhetorisches Stilmittel etabliert.

## Sprachliches Stilmittel
Als Stilmittel wird es besonders oft im politischen Journalismus im Sinn von „jemandem mit gegenteiligen Interessen einen Vorteil verschaffen“ benutzt. Auslöser dazu ist meist eine Handlung (eines „Vorlagengebers“), die eine – andere Interessen als er vertretende – Person/Gruppe zu ihrem Vorteil nutzen kann.
„Jemandem eine Steilvorlage bieten“ bedeutet demnach: „Jemandem einen Vorteil einräumen; jemandem Anlass (eine Gelegenheit) bieten, um etwas aus dessen Sicht Gewünschtes zu tun; jemandem etwas einfach machen“.
Beispielsweise bezeichnete der CDU-Landesvorsitzende Eberhard Diepgen 1999 das Ergebnis der Hessen-Wahl als „großartige Steilvorlage“ für den Berliner Wahlkampf. Eine kritisch gedachte Anfrage der FDP von 2002 bot der Regierungspartei und ihrem Kanzler die Gelegenheit, ihr Wirken positiv darzustellen.
Wer eine Steilvorlage gibt, bietet – oft unbeabsichtigt – einem anderen eine unverhoffte und willkommene Gelegenheit, etwas zu sagen oder zu tun, was diesem sehr gelegen kommt, was aber (im Unterschied zum Fußballspiel) den Interessen des „Steilvorlegers“ oft ganz und gar nicht entspricht.